# Tristan Schwandke
Tristan Schwandke (* 23. Mai 1992 in Würzburg, Bayern) ist ein ehemaliger deutscher Leichtathlet und Olympiateilnehmer, der sich auf den Hammerwurf spezialisiert hat und Extremsportler mit Schwerpunkt Skydiving.

## Kindheit und Ausbildung
Tristan Schwandke wurde als einziges Kind von Elmo und Sabine Schwandke in Würzburg geboren. Beide Eltern sind dem Sport verbunden. Der Vater war aktiv in der Leichtathletik, im Gewichtheben und im Karate. Die Mutter, Sport- und Gymnastiklehrerin, wurde 1987 Deutsche Vizemeisterin im Bodybuilding in Hannover.
Nach dem Ende der Grundschule in Kürnach zog Schwandke zusammen mit seinen Eltern nach Bad Hindelang ins Allgäu. Dort besuchte er von 2002 bis 2011 das neunstufige Gymnasium in Sonthofen und machte dort im März 2011 Abitur. Anschließend studierte er Maschinenbau an der Hochschule in Kempten und erlangte dort im Jahr 2017 den Bachelor im Maschinenbau (B.Eng.).

## Sportliche Erfolge

### Hammerwurf
Seit 2002 ist Schwandke Mitglied des TV Hindelang 1893. Dort begann er zunächst, unter der Führung Josef Zillibillers, der ihm den Hammerwurf näherbrachte, mit dem Mehrkampf.
2007 gewann er bei den Deutschen Meisterschaften der U18 in Ulm die Bronzemedaille im Hammerwurf.
2009 wurde Schwandke das erste Mal Deutscher U18-Jugendmeister in Rhede. Deutscher Jugendmeister war er durchgehend von 2009 bis 2011. Er gewann insgesamt 12 Medaillen bei deutschen Jugendmeisterschaften. 2009 nahm er an den U18-Weltmeisterschaften in Brixen (Italien) sowie 2010 bei den U20-Weltmeisterschaften in Moncton (Kanada) teil. 2011 konnte Tristan Schwandke seinen bis dahin größten Erfolg, den 7. Platz bei den U20-Europameisterschaften in Tallinn (Estland) mit dem 6-kg-Wurfhammer, erreichen. In diesem Jahr gewann er auch den Deutschen Titel in der U20 in Jena mit 72,70 m.
Außerdem ist Schwandke Allgäuer und Schwäbischer Rekordhalter in der Disziplin Hammerwurf. So hält er mit seiner aktuellen Bestleistung von 72,57 m (7,26 kg / Hammerwurf-Turnier Zuchering Mai 2019) den Allgäuer und Schwäbischen Rekord. Seit 2016 arbeitet Schwandke mit einem Trainerteam vom Verein LC Brühl Leichtathletik aus St. Gallen zusammen. Seine dortigen Trainer sind Wolfgang Kötteritzsch und dessen Sohn Björn Kötteritzsch.
2018 gelang es Schwandke in Dischingen zum ersten Mal, Internationaler Deutscher Meister im Rasenkraftsport zu werden, nachdem er 2017 in Fränkisch-Crumbach noch den dritten Platz belegt hatte. Außerdem gewann er die Silbermedaille bei den Deutschen Leichtathletik-Meisterschaften 2018 in Nürnberg. Dort verbesserte er bis dato seine persönliche Bestleistung auf 70,88 m.
2019 steigerte sich Schwandke beim Spitzenleichtathletikmeeting in Luzern um über drei Meter auf 74,03 m und wurde im Rahmen der Finals Berlin zum ersten Mal Deutscher Meister.
Wenige Tage später kam Schwandke bei der Team-Europameisterschaft in Bydgoszcz mit der Mannschaft auf den Silberrang, wozu er mit einem 7. Platz im Einzel beitrug.
2020, eine durch die Corona-Pandemie geprägte Saison, war für Tristan Schwandke trotz einer Rückenverletzung kurz vor den Deutschen Meisterschaften in Braunschweig dennoch sehr erfolgreich. Schwandke gewann in einem dramatischen Final im letzten Versuch seinen zweiten DM-Titel mit 70,85 Meter. Die Olympischen Spiele in Tokio wurden aufgrund von Corona um ein Jahr verschoben.
2021 konnte Schwandke den 25 Jahre alten Bayerischen Rekord mit 74,25 m bei den Halleschen Werfertagen am 15. Mai um neun Zentimeter überwerfen. Dieser hatte jedoch gerade einmal eine Woche Bestand und wurde von ihm beim Normwettkampf für die Olympischen Spiele in Tokio um fast zweieinhalb Meter auf 76,71 m verbessert. Schwandke qualifizierte sich über das World Ranking mit Platz 32 für die Olympischen Spiele in Tokio 2020 und erreichte dort Platz 21 mit 73,77 m in der Qualifikation am 2. August 2021.
2022 war für Tristan Schwandke eine schwierige Saison, in der er mit technischen Problemen zu kämpfen hatte. Bei den Deutschen Meisterschaften in Berlin erlangte Schwandke mit 72,44 m den Silberrang. Schwandke konnte sich zudem als einziger deutscher Hammerwerfer für die Weltmeisterschaften in Oregon (USA) qualifizieren, wo er Platz 22 mit 72,87 m erreichte.
Aufgrund einer Rückenverletzung im Jahr 2023, beendete Tristan Schwandke seine Karriere im April 2024.

### Fallschirmsport / Skydiving
2025 startet Tristan Schwandke eine Ausbildung zum Fallschirmspringer beim Verein Paranodon Fallschirmsport Illertissen E.V. Dabei handelt es sich um eine AFF-Ausbildung (Accelerated Free Fall). Eine schnelle und intensive Sprungausbildung, bei dieser die angehenden Fallschirmspringer von Beginn an aus 4.000 Meter Höhe aus dem Flugzeug springen. Schwandke absolviert erfolgreich die AFF-Ausbildung und erlangt im Juli 2025 seine Fallschirmsprung-Lizenz.

## Engagement
Tristan Schwandke ist ein Botschafter des sauberen Sports und seiner Disziplin dem Hammerwurf. Er setzt sich immer wieder, vor allem auch in den sozialen Medien, für den dopingfreien Sport und seine Disziplin, dem Hammerwurf, ein. Schwandke veröffentlicht bereits viele Beiträge auf den sozialen Plattformen, in dem er für den sauberen Sport einsteht und zudem mehr Dopingkontrollen weltweit fordert. Er ist auch ein Verfechter für lebenslange Sperren von Dopingsündern.
Schwandke sieht die Entwicklung des Hammerwurfs in Deutschland und die Sportförderung allgemein sehr kritisch. Als Botschafter für den Sport und die Disziplin Hammerwurf macht sich Tristan Schwandke immer wieder für eine bessere Sportförderung, insbesondere von Nachwuchsathleten und mehr mediale Aufmerksamkeit für die Disziplin Hammerwurf stark. Schwandke realisierte einige TV-Berichte, um den Hammerwurf in der Öffentlichkeit populärer zu machen. Neben TV-Beiträgen und Podcasts, sind auch bereits zahlreiche Berichte in Zeitungen und Magazinen erschienen, in denen Schwandke den Hammerwurf und seine Facetten näher erklärt.

## Berufliche Erfolge
Tristan Schwandke arbeitet seit 2018 am Forschungszentrum Allgäu für Fahrerassistenzsysteme und autonomes Fahren der Hochschule Kempten. Dort arbeitet er als wissenschaftlicher Mitarbeiter. In seiner Forschungsarbeit für seinen Bachelorabschluss analysierte er die Abhängigkeit der Stressentwicklung eines Fahrers von den fahrdynamischen Parametern des Fahrzeugs. Dabei untersuchte er, wie sich der Stress des Fahrers, aufgrund von Fahrzeugreaktionen, bei bestimmten Fahrmanövern entwickelt.

## Auszeichnungen
- 2019: Ehrenpreis des Bayerischen Ministerpräsidenten – Bayerische Meisterschaften Männer und Frauen 13. und 14. Juli 2019, Augsburg
- 2021: Eintrag ins goldenen Buch der Gemeinde Bad Hindelang
- 2022: Ehrenpreis des Bayerischen Ministerpräsidenten – Bayerische Meisterschaften Männer und Frauen, Erding